# GVAV in het seizoen 1964/65
Het seizoen 1964/1965 was het 11e jaar in het bestaan van de Groningse betaaldvoetbalclub GVAV. De club kwam uit in de Eredivisie en eindigde daarin op de 14e plaats. Tevens deed de club mee aan het toernooi om de KNVB Beker, hierin werd de club in de tweede ronde uitgeschakeld door Go Ahead (1–3).

## Wedstrijdstatistieken

### Eredivisie
|       | ADO   | Ajax  | DOS   | DWS   | Sportclub Enschede | Feijenoord | Fortuna '54 | Go Ahead | Heracles | MVV   | NAC   | PSV   | Sittardia | Sparta | Telstar |
| ----- | ----- | ----- | ----- | ----- | ------------------ | ---------- | ----------- | -------- | -------- | ----- | ----- | ----- | --------- | ------ | ------- |
| Thuis | 0 – 0 | 3 – 1 | 0 – 1 | 1 – 5 | 1 – 0              | 1 – 3      | 3 – 3       | 2 – 2    | 0 – 0    | 5 – 2 | 3 – 0 | 0 – 1 | 2 – 0     | 1 – 2  | 1 – 1   |
| Uit   | 4 – 1 | 1 – 1 | 2 – 3 | 3 – 1 | 2 – 1              | 1 – 1      | 1 – 0       | 0 – 0    | 0 – 0    | 3 – 0 | 1 – 0 | 2 – 2 | 4 – 2     | 0 – 1  | 2 – 3   |

### KNVB Beker
| 1e ronde                                         | SC Cambuur                    | 0 – 1 (0 – 1) | GVAV                   |
| 4 oktober 1964 Plaats: Leeuwarden Cambuurstadion |                               |               | 33' Herman Mengerink   |
| 2e ronde                                         | Go Ahead                      | 3 – 1 (3 – 1) | Heracles               |
| 6 december 1964 Plaats: Deventer Vetkampstraat   | Wietse Veenstra 20', 30', 40' |               | 44' Gerrit van Tilburg |

## Statistieken GVAV 1964/1965

### Eindstand GVAV in de Nederlandse Eredivisie 1964/1965
| Stand | Gespeeld | Gewonnen | Gelijk | Verloren | Punten | Doelpunten voor | Doelpunten tegen |
| ----- | -------- | -------- | ------ | -------- | ------ | --------------- | ---------------- |
| 14e   | 30       | 8        | 10     | 12       | 26     | 39              | 47               |

### Topscorers
| #      | Naam               | Goal |
| ------ | ------------------ | ---- |
| 1.     | Pier Alma          | 9    |
| 1.     | Gerrit van Tilburg | 9    |
| 3.     | Rikkert La Crois   | 8    |
| 4.     | Piet Fransen       | 4    |
| 5.     | Herman Mengerink   | 3    |
| 6.     | Dick Bosschieter   | 2    |
| 6.     | Martin Koeman      | 2    |
| 6.     | Ferry Pettersson   | 2    |
| Totaal | Totaal             | 39   |

| #      | Naam               | Goal |
| ------ | ------------------ | ---- |
| 1.     | Herman Mengerink   | 1    |
| 1.     | Gerrit van Tilburg | 1    |
| Totaal | Totaal             | 2    |

## Transfers

### Aangetrokken 1964/65
| Nat.               | Naam               | Van      | Bijzonderheden              |
| ------------------ | ------------------ | -------- | --------------------------- |
| Vlag van Nederland | Azing Griever      | ZNC      |                             |
| Vlag van Nederland | Jan Renders        | PSV      |                             |
| Vlag van Nederland | Gerrit van Tilburg | PSV      |                             |
| Vlag van Nederland | Hans Wortelboer    | WVV      |                             |
| Vlag van Nederland | Rikkert La Crois   | Go Ahead | Kwam na één jaar weer terug |

### Vertrokken 1964/65
| Nat.               | Naam                | Naar               | Bijzonderheden                             |
| ------------------ | ------------------- | ------------------ | ------------------------------------------ |
| Vlag van Nederland | Klaas Nuninga       | Ajax               | Duurste speler van Nederland op dat moment |
| Vlag van Nederland | Henny Weering       | Sportclub Enschede | Opvolger Spitz Kohn                        |
| Vlag van Nederland | Bram van der Hoeven |                    | Gestopt                                    |

## Bijzonderheden
- Op 15 november 1964 maakte Johan Cruijff zijn debuut in het betaalde voetbal in de uitwedstrijd tegen GVAV. Ajax verloor met 3–1 en Cruijff was in Stadion Oosterpark de doelpuntenmaker voor de Amsterdammers.[4]
- Tonny van Leeuwen werd in de tweede ronde van de KNVB Beker tegen Go Ahead uit het veld gestuurd wegens een trap tegen het hoofd van Henk Kanselaar [5]. Hij werd hiervoor voor acht wedstrijden geschorst.[6]
- Piet Fransen maakte op 25 november 1964 als speler van GVAV zijn debuut in het Nederlands Elftal in de WK-kwalificatiewedstrijd tegen Albanië.[7] Hij zou in dit seizoen vier interlands spelen waarbij hij op 26 januari 1965 het winnende doelpunt maakte in de oefenwedstrijd tegen Israël.[8]
- Na 22 november 1964 won GVAV de rest van het seizoen geen wedstrijd meer. Men daalde van een gedeelde tweede plaats naar uiteindelijk de veertiende plaats en wist hiermee ternauwernood degradatie te voorkomen. Men probeerde van alles om het tij te keren zelfs het wisselen van de kleuren van het shirt.[9] Het mocht niet baten. De wedstrijd tegen DWS werd met 1–5 een van de grootste thuisnederlagen voor GVAV sinds de invoering van het betaalde voetbal.[10]
- GVAV en Tinus van der Pijl besloten in goed overleg om aan het einde van het seizoen uit elkaar te gaan.[11]

ADO ·
Ajax ·
DOS ·
DWS ·
Sportclub Enschede ·
Feijenoord ·
Fortuna '54 ·
Go Ahead ·
GVAV ·
Heracles ·
MVV ·
NAC ·
PSV ·
Sittardia ·
Sparta ·
Telstar